# F1i Magazine
F1i Magazine est un magazine francophone d'origine belge consacré à la Formule 1 lancé en mars 2001 par Gérard Crombac et dirigé par le journaliste sportif belge Pierre Van Vliet.
Ce magazine, qui se veut haut de gamme, paraît quatre fois par an et s'intéresse à l'actualité de la F1, avec toutefois une partie consacrée à l'histoire des Grands Prix. Le tirage est de 53 000 exemplaires en 2017.
À partir du 2 mai 2011, F1i Magazine est associé au site ToileF1.com et l'ancien url F1imagazine.com est redirigé vers le site de ToileF1. En 2012, le site F1i.fr est réactivé.
F1i devient partenaire de la chaine de télévision française Canal+ qui retransmet les Grands Prix en France depuis la saison 2013.

## Diffusion
Chiffres 2017 : 53 000
- France : 30 000 exemplaires
- Belgique et Luxembourg : 15 000
- Suisse : 4 000
- Canada : 4 000